# Aboncourt, Moselle
Aboncourt là một xã trong vùng Grand Est, thuộc tỉnh Moselle, quận Thionville-Est, tổng Metzervisse. Tọa độ địa lý của xã là 49° 15' vĩ độ bắc, 06° 20' kinh độ đông. Aboncourt nằm trên độ cao trung bình là 195 mét trên mực nước biển, có điểm thấp nhất là 192 mét và điểm cao nhất là 315 mét. Xã có diện tích 5,9 km², dân số vào thời điểm 2004 là 351 người; mật độ dân số là 59 người/km².

## Thông tin nhân khẩu
| 1962 | 1968 | 1975 | 1982 | 1990 | 1999 |
| ---- | ---- | ---- | ---- | ---- | ---- |
| 247  | 287  | 240  | 338  | 337  | 346  |